# Rojkovské rašelinisko
Rojkovské rašelinisko je přírodní rezervace v katastrálním území obce Stankovany v okrese Ružomberok v Žilinském kraji na Slovensku. Území bylo vyhlášeno v roce 1950 a jeho rozloha je 2,88 hektaru. Předmětem ochrany je vzácná ukázka prolínání slatinišť, rašelinišť a vrchovišť s pestrou mozaikou společenstev a výskytem vzácných druhů živočichů.